# Saint-Vincent-de-Paul (Gironde)
Saint-Vincent-de-Paul is een gemeente in het Franse departement Gironde (regio Nouvelle-Aquitaine). De plaats maakt deel uit van het samenwerkingsverband Bordeaux Métropole en het arrondissement Bordeaux. Saint-Vincent-de-Paul telde op 1 januari 2022 1.016 inwoners.
Bij de plaats ligt onder andere de Eiffel-brug over de Gironde, gebouwd tussen 1848 en 1860.

## Geografie
De oppervlakte van Saint-Vincent-de-Paul bedroeg op 1 januari 2022 13,88 vierkante kilometer; de bevolkingsdichtheid was toen 73,2 inwoners per km².

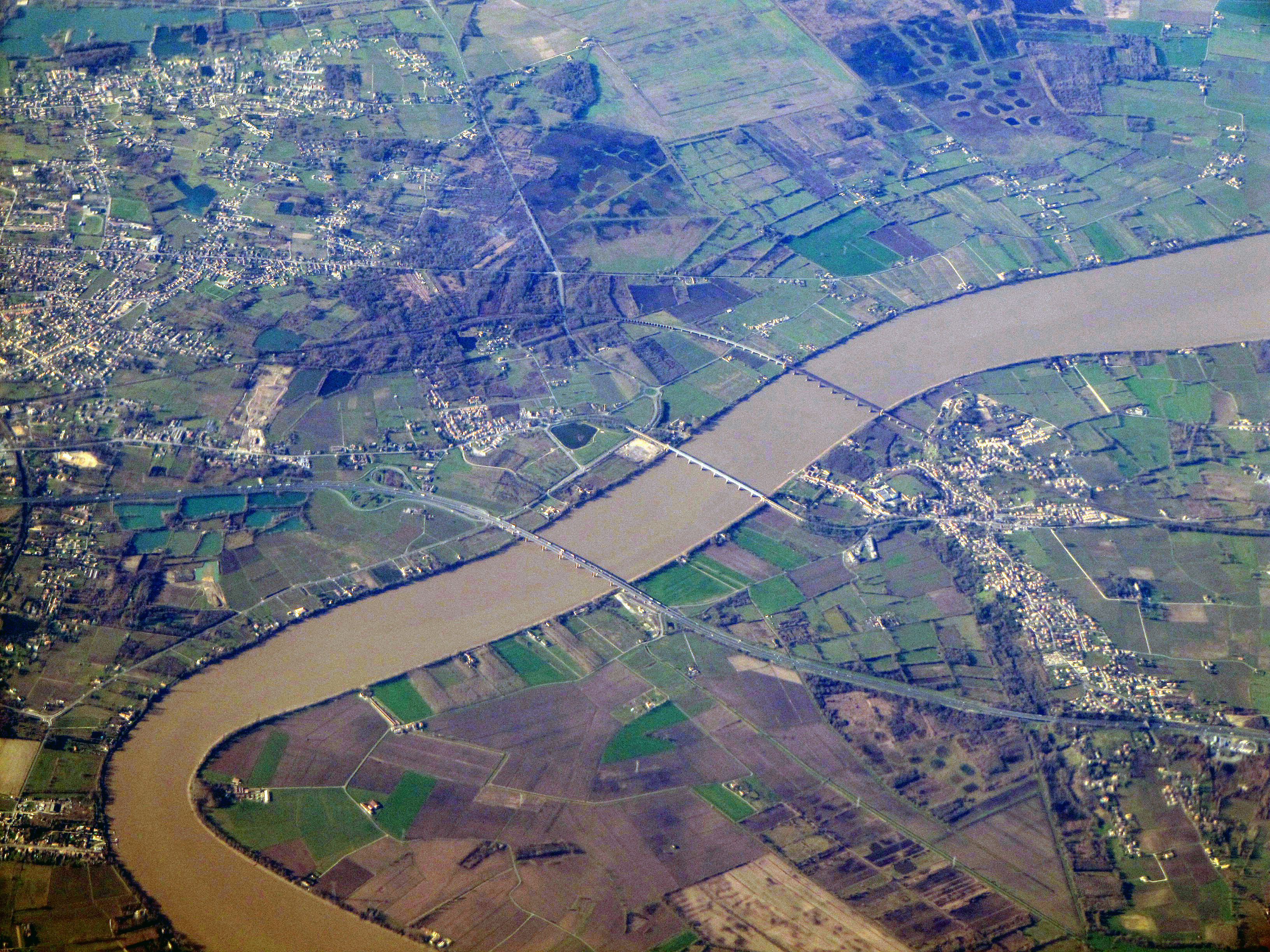
Luchtfoto, Saint-Vincent-de-Paul ligt op de linkeroever. Op de rechteroever ligt Cubzac-les-Ponts

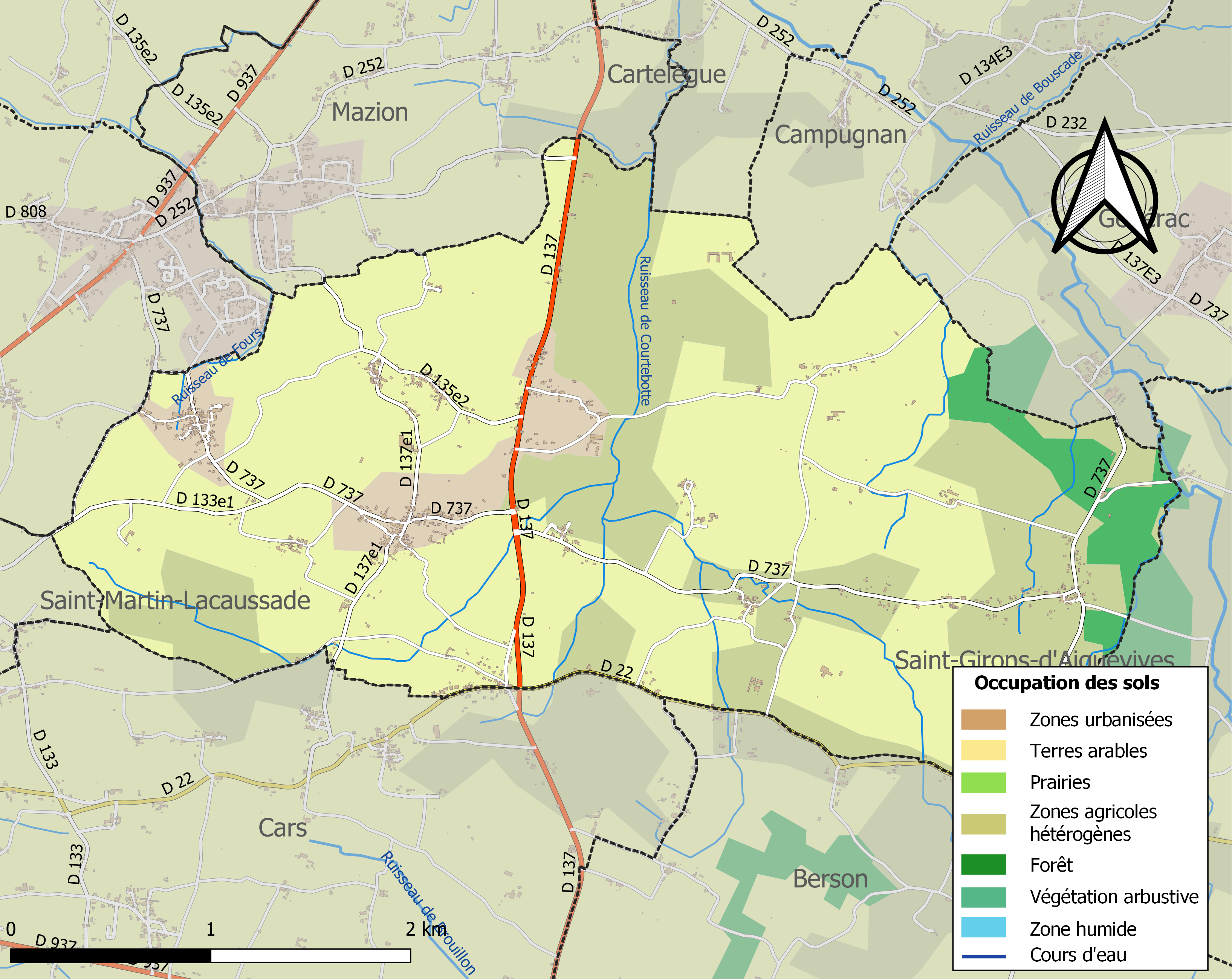
Kaart van de gemeente met belangrijkste infrastructuur, bodemgebruik en omliggende gemeenten

## Demografie
Onderstaande figuur toont het verloop van het inwonertal (bron: INSEE-tellingen).